# Clare Hollingworth
Clare Hollingworth, OBE (10 tháng 10 năm 1911 – 10 tháng 1 năm 2017) là một nhà báo và tác giả người Anh, từng là phóng viên chiến trường đầu tiên thông báo sự bùng nổ của thế chiến II được mô tả như là "tin sốt dẻo của thế kỷ". Là một phóng viên cho tờ The Daily Telegraph năm 1939, trong khi đi du lịch từ Ba Lan đến Đức cô phát hiện và báo cáo các lực lượng Đức đông đảo trên biên giới Ba Lan; ba ngày sau đó, cô là người đầu tiên báo cáo Đức xâm lược Ba Lan.

## Tiểu sử
Hollingworth sinh ra ở Knighton, phía nam của Leicester vào năm 1911. Trong Thế chiến I, cha cô đã quản lý nhà máy giày dép của cha mình và họ chuyển đến một trang trại gần Shepshed. Cô đã sớm quan tâm đến việc trở thành một nhà văn, chống lại sự phản đối của mẹ cô, và đến các chiến trường chiến lịch sử ở Anh và Pháp với cha. Sau khi rời trường học, cô theo học một trường đại học khoa học trong nước ở Leicester, mà cô không thích. The New York Times described her as "the undisputed doyenne of war correspondents".<ref>

## Sách
- The Three Weeks' War in Poland (1940), Duckworth ASIN B000XFSXEM
- There's a German Just Behind Me (1945), Right Book Club ASIN B0007J5R3Y
- The Arabs and the West (1952), Methuen ASIN B00692G566
- Mao and the Men Against Him (1984), Jonathan Cape ISBN 9780224017602
- Front Line (memoirs) (1990), Jonathan Cape ISBN 9780224028271